# The Modern Lovers
A The Modern Lovers amerikai rock/proto-punk/garázsrock együttes volt. A zenekar 1970-ben alakult Jonathan Richman alapításával a Massachusetts állambeli Natick-ben, és 1974-ben oszlott fel. Pályafutásuk alatt mindössze egyetlen nagylemezt adtak ki, amely bekerült az 1001 lemez, amelyet hallanod kell, mielőtt meghalsz című könyvbe. 1976-tól 1988-ig újból aktív volt a zenekar "Jonathan Richman and the Modern Lovers" néven, hullámzó felállással. Az eredeti felállásból már csak Richman maradt. 1988-ban végleg feloszlottak. Az együttes nagy hatásúnak számít a punk rock/garázsrock műfajában, dalaikat feldolgozta többek között a Sex Pistols és a Seaweed nevű grunge együttes is.

## Diszkográfia
- The Modern Lovers (1976)
- The Original Modern Lovers (demókat tartalmazó válogatáslemez, 1981)
- Live at the Longbranch Saloon (koncert album, 1992)
- 96 Tears (válogatáslemez, 2010)

Jonathan Richman and the Modern Lovers néven
- Jonathan Richman and the Modern Lovers (1976)
- Modern Lovers Live (1977)
- Rock'n'Roll with the Modern Lovers (1977)
- Back in Your Life (1979)
- Jonathan Sings! (1983)
- Rockin' and Romance (1985)
- It's Time For... (1986)
- Modern Lovers '88 (1987)

## Egyéb kiadványok
Kislemezek
- Roadrunner (Twice) (1977)
- Pablo Picasso (1977)